# Hypostomus ventromaculatus
Hypostomus ventromaculatus är en fiskart som beskrevs av Boeseman, 1968. Hypostomus ventromaculatus ingår i släktet Hypostomus och familjen Loricariidae. Inga underarter finns listade i Catalogue of Life.